# Tianzhou 9
Tianzhou 9 (天舟九号; Tiānzhōu èrhào) är en flygning av Kinas obemannat lastrymdskepp, Tianzhou. Farkosten sköts upp med en Chang Zheng 7-raket, den 14 juli 2025. Några timmar efter uppskjutningen dockade farkosten med den kinesiska rymdstation Tiangong.
Målet med flygningen är att leverera förnödenheter och utrustning till den kinesiska rymdstation Tiangong.